# All I Wanna Do (Lied)
All I Wanna Do ist ein Lied der US-amerikanischen Sängerin Sheryl Crow, der von ihr, David Baerwald, Bill Bottrell, Wyn Cooper und Kevin Gilbert geschrieben wurde. Die Single wurde am 12. Juli 1994 veröffentlicht und verhalf Crow zum weltweiten Durchbruch. Der Titel wurde als zweite Single aus ihrem Debütalbum Tuesday Night Music Club ausgekoppelt, das am 3. August 1993 erschien.

## Inhalt
Der Liedtext und der Inhalt des Liedes basiert auf dem Gedicht Fun von Wyn Cooper. Bill Bottrell, der Produzent des Liedes, bekam die Rechte an einigen Zeilen aus Coopers Buch The Country of Here Below. Crow arrangierte Fun in den Liedtext und den Inhalt des Liedes – Cooper wurde auf der Single als Original Songwriter angegeben. Mit dem Erfolg der Single entwickelte sich Coopers Buch zum Bestseller. Stilistisch bewegt sich das Lied in den Bereichen des Bluesrock, Country-Rock und Pop-Rock.
Die erste Zeile des Lieds This Ain’t no Disco, die Crow mit Sprechgesang beginnt, ist eine Reverenz an das Lied Life During Wartime von den Talking Heads.

## Musikvideo
Die Regie zum Musikvideo führte David Hogan, der auch die Regie für Crows Leaving Las Vegas übernahm. Das Video zeigt Crow und ihre Band auf der Straße, wo sie den Song spielen. Das Lied wurde vor dem Roxy Theater an der Ecke der Franklin Street und North 1st Street in Clarksville, Tennessee gedreht.

## Preise
Sheryl Crow gewann bei den Grammy Awards 1995 zwei Grammys für den Song als Single des Jahres und Beste weibliche Gesangsdarbietung – Pop. Ihr Song war bei den Grammy Awards zudem als Song des Jahres nominiert.

## Kommerzieller Erfolg

### Chartplatzierungen
All I Wanna Do erreichte in Deutschland Rang zehn der Singlecharts und platzierte sich zwei Wochen in den Top 10 und 28 Wochen in den Top 100. Crow erreichte hiermit erstmals die deutschen Singlecharts, zugleich ist es ihr einziger Top-10-Hit. Es konnte sich ebenfalls keine Single von ihr länger in den deutschen Charts platzieren. In den deutschen Airplaycharts erreichte das Lied für zwei Wochen die Chartspitze. 1994 belegte All I Wanna Do Rang 93 der deutschen Single-Jahrescharts. In ihrer Heimat, den Vereinigten Staaten, erreichte die Single Rang zwei der Billboard Hot 100 und musste sich lediglich I’ll Make Love to You von Boyz II Men geschlagen geben. In den US-amerikanischen Adult-Contemporary-Charts erreichte All I Wanna Do die Chartspitze. Darüber hinaus erreichte die Single Rang eins in Australien.
| ChartsChartplatzierungen       | Höchstplatzierung | Wochen |
| ------------------------------ | ----------------- | ------ |
| Deutschland (GfK)              | 10 (28 Wo.)       | 28     |
| Österreich (Ö3)                | 5 (12 Wo.)        | 12     |
| Schweiz (IFPI)                 | 13 (25 Wo.)       | 25     |
| Vereinigte Staaten (Billboard) | 2 (33 Wo.)        | 33     |
| Vereinigtes Königreich (OCC)   | 4 (17 Wo.)        | 17     |

| ChartsJahrescharts (1994)      | Platzierung |
| ------------------------------ | ----------- |
| Deutschland (GfK)              | 93          |
| Vereinigte Staaten (Billboard) | 34          |

| ChartsJahrescharts (1995)      | Platzierung |
| ------------------------------ | ----------- |
| Vereinigte Staaten (Billboard) | 67          |

### Auszeichnungen für Musikverkäufe
| Land/Region                  | Auszeichnungen für Musikverkäufe (Land/Region, Auszeichnung, Verkäufe) | Verkäufe  |
| ---------------------------- | ---------------------------------------------------------------------- | --------- |
| Australien (ARIA)            | 3× Platin                                                              | 210.000   |
| Neuseeland (RMNZ)            | Platin                                                                 | 30.000    |
| Vereinigte Staaten (RIAA)    | Gold                                                                   | 500.000   |
| Vereinigtes Königreich (BPI) | Gold                                                                   | 400.000   |
| Insgesamt                    | 2× Gold · 4× Platin ·                                                  | 1.140.000 |

## Coverversionen
Die englische Singer-Songwriterin Amy Studt fragte Sheryl Crow, ob sie ihren Hit covern dürfte. Crow war damit einverstanden. Studts Version wurde am 12. Januar 2004 veröffentlicht, aber hatte nur sehr wenig Erfolg.
Die US-amerikanische Sängerin Joanne Farrell veröffentlichte 1995 eine Dance-Version des Liedes.
Die deutsche Band Scooter coverte das Lied 2004 für ihr Album Mind the Gap.